# Cherry Hill (Michigan)
Pour l’article homonyme, voir Cherry Hill.
Cherry Hill est un secteur non constitué en municipalité dans le township de Canton, dans l'État américain du Michigan. La communauté se concentre le long de Cherry Hill et Ridge Roads mais n'a pas de frontières légalement définies ni de statistiques démographiques. Le Cherry Hill Historic District est un quartier historique essentiellement résidentiel qui englobe la plus grande partie de Cherry Hill. Il a été inscrit au registre national des lieux historiques en 2003. 

## Histoire

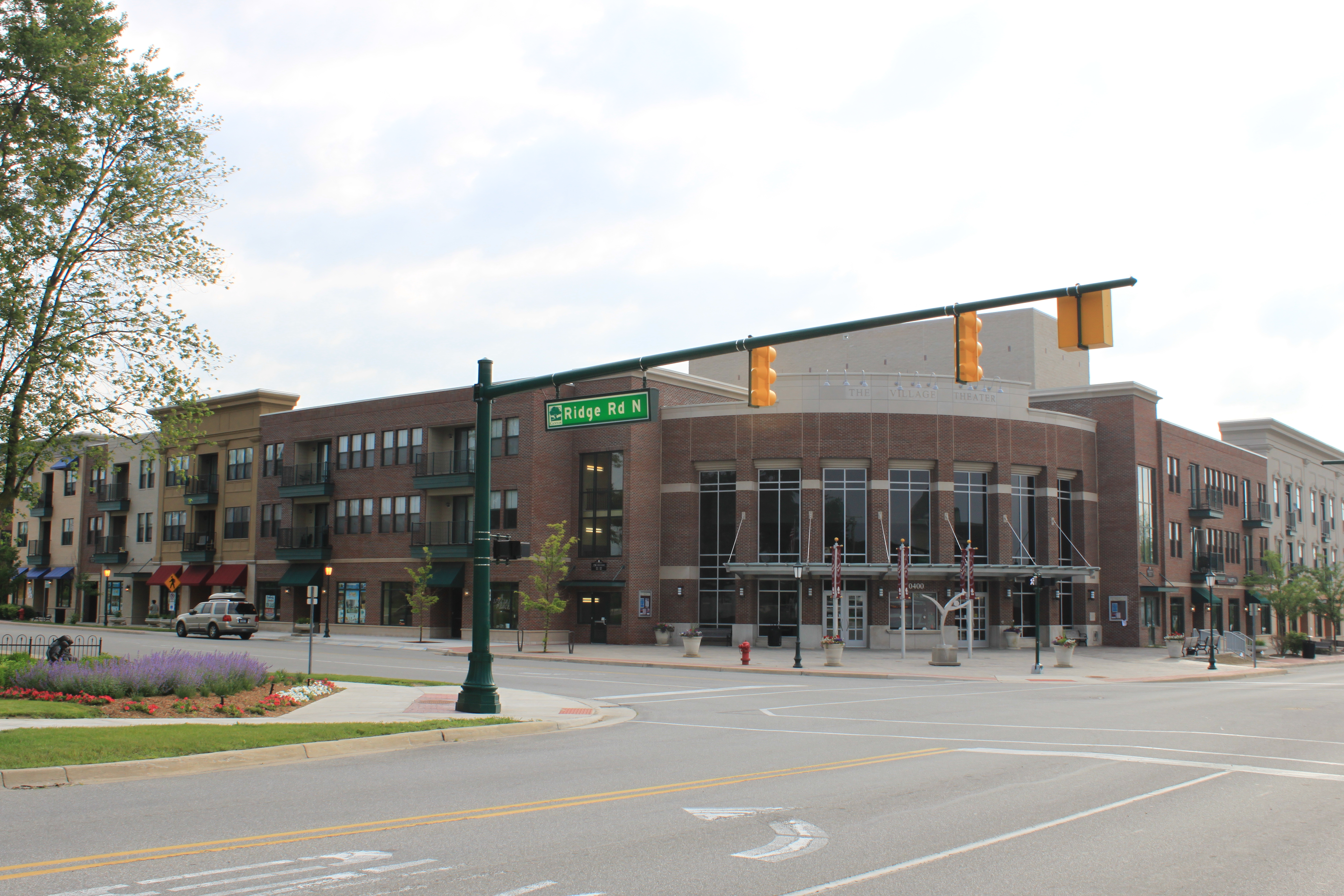
Le théâtre du village

Cherry Hill, installé en 1825, a été un des premiers hameaux du township de Canton à se trouver à la croisée des chemins. La ville a d'abord été appelée "Ridge" (également à l'origine de "Ridge Road") en raison de sa position au sommet de la rive d'un ancien lac. La première église de la région, l'église méthodiste unie de Cherry Hill, a été construite dans le village en 1834. Vers 1865, Abner Hitchcock a construit une auberge dans le village, qu'il a baptisée "Cherry Hill House" en référence aux cerisiers sauvages qui poussaient dans la région,. La ville de Ridge a rapidement suivi le mouvement et a changé son nom en "Cherry Hill". L'auberge d'Hitchcock a ensuite servi de magasin général et de salle de danse, devenant le centre social de la communauté pendant des générations.
La Ypsi Creamery était située à Cherry Hill, après quoi la Detroit Creamery (plus tard la Wilson Dairy) a fonctionné jusqu'en 1940. Henry Ford a acheté la laiterie et l'a utilisée pour loger les travailleurs de son programme d'industrie villageoise (en). L'industrie villageoise de Cherry Hill était unique en ce sens qu'une partie de son but était de fournir du travail aux vétérans de la Seconde Guerre mondiale qui souffraient de handicaps physiques ou mentaux dus à leur service en temps de guerre.  
Cherry Hill est le dernier des cinq hameaux de Canton township à avoir conservé une importance historique substantielle ; il a également été un centre commercial et social jusque dans les années 1960. 

## Développement communautaire
En 2000, la construction du lotissement résidentiel Cherry Hill Village a commencé dans la région, comprenant plus de 750 maisons, des parcs et un centre ville avec un théâtre communautaire. Le lotissement mettait l'accent sur l'architecture traditionnelle et les plans du site pour évoquer l'aspect néotraditionnel d'une petite ville. 

## Description de l'arrondissement historique
Le district historique de Cherry Hill comprend des bâtiments qui font face à Cherry Hill et à Ridge Roads, près de leur intersection. Il s'agit notamment de la Cherry Hill House, le seul bâtiment à l'italienne du township, de l'église méthodiste unie de Cherry Hill de style néo-gothique et du cimetière associé, de l'école de Cherry Hill, de la Thomas and Maria Blackman Bartlett House (en), de la Thomas and Isabella Moore Clyde House (en), des bâtiments utilisés pour l'un des projets de l'industrie du village de Henry Ford, et d'autres fermes et dépendances associées dans la région.